# الودايعة
الودايعة هي إحدى قرى مركز فاقوس بمحافظة الشرقية في مصر. سميت بهذا الاسم نسبة الي الوديعي المحمودي وهو من الأشراف الرضويين الحسينيين وهي قرية تعتمد علي تربية الدواجن وبها العديد من الأنشطة التجارية. كانت الودايعة في فترة العشرينات من القرن الماضي تسمي بقرية عبد اللاه الوديعي أو (العبادلة) ثم سميت بالودايعة فيما بعد ومن أبرز وأكبر عائلات القرية العبادلة والخضايرة.